# Grand Prix w Piłce Siatkowej Kobiet 2016
Grand Prix w piłce siatkowej kobiet 2016 – 25. edycja międzynarodowych rozgrywek siatkarskich. W zawodach weźmie udział 28 drużyn podzielonych na siedem grup w trzech dywizjach. Turniej finałowy odbędzie się w stolicy Tajlandii, Bangkoku.
Tytułu bronią Amerykanki. Polki wystąpią w II dywizji, w której pozostały po poprzedniej edycji.

## System rozgrywek
28 zespołów podzielono na 7 grup w trzech dywizjach. Pierwszą dywizję stanowi „Elita”. W jej skład wchodzi 12 zespołów. Podzielone one zostały na dziewięć grup. Każda drużyna znalazła się w trzech grupach. Po rozegraniu wszystkich meczów punkty sumuje się we wspólnej tabeli. Najlepsze pięć drużyn awansuje do fazy finałowej. Stawkę finalistów uzupełni tegoroczny gospodarz turnieju – Tajlandki. Druga dywizja to „Zaplecze”. Jest ona podzielona na cztery grupy, po 4 zespoły w każdej. Każdy zespół znalazł się w dwóch grupach. Po stworzeniu wspólnej tabeli trzy najlepsze zespoły wraz z gospodarzem barażu zmierzą się ze sobą o jedno miejsce w przyszłorocznej I dywizji. Najgorsza drużyna I dywizji spadnie do niższej dywizji, a jej miejsce zajmie najlepsza z II dywizji. Ostatnia dywizja to „Pretendenci”. W ich skład wchodzi 8 zespołów podzielonych na cztery grupy. Każda drużyna znalazła się w dwóch grupach. Po stworzeniu wspólnej tabeli trzy najlepsze drużyny oraz gospodarz baraży zmierzą się ze sobą w turnieju finałowym. Najlepsza drużyna rozgrywek wywalczy awans do wyższej dywizji w przyszłym roku. Jej miejsce zajmie najgorsza drużyna drugiej dywizji.

## Grupy
Przydział do poszczególnych grup FIVB ogłosiła 19 sierpnia 2015 roku. Liczby w nawiasie przy danej reprezentacji oznaczają jej miejsce w rankingu FIVB ogłoszonym 6 października 2015.
| Dywizja 1.                                                     | Dywizja 1.                                                    | Dywizja 1.                                            | Dywizja 2.                                                  | Dywizja 2.                                             | Dywizja 3.                                                   | Dywizja 3.                                                |
| Tydzień 1.                                                     | Tydzień 1.                                                    | Tydzień 1.                                            | Tydzień 1.                                                  | Tydzień 1.                                             | Tydzień 1.                                                   | Tydzień 1.                                                |
| Grupa A Ningbo                                                 | Grupa B Rio de Janeiro                                        | Grupa C Królewiec                                     | Grupa A2 Tucumán                                            | Grupa B2 Zielona Góra                                  | Grupa A3 Algier                                              | Grupa B3 Bendigo                                          |
| -------------------------------------------------------------- | ------------------------------------------------------------- | ----------------------------------------------------- | ----------------------------------------------------------- | ------------------------------------------------------ | ------------------------------------------------------------ | --------------------------------------------------------- |
| Stany Zjednoczone (1.) Chiny (2.) Niemcy (11.) Tajlandia (13.) | Brazylia (3.) Japonia (5.) Serbia (6.) Włochy (8.)            | Rosja (4.) Turcja (10.) Holandia (14.) Belgia (15.)   | Dominikana (7.) Argentyna (12.) Kenia (18.) Bułgaria (19.)  | Portoryko (16.) Kanada (17.) Polska (25.) Czechy (28.) | Algieria (21.) Peru (21.) Kazachstan (26.) Meksyk (28.)      | Kuba (20.) Chorwacja (21.) Kolumbia (27.) Australia (41.) |
| Tydzień 2.                                                     | Tydzień 2.                                                    | Tydzień 2.                                            | Tydzień 2.                                                  | Tydzień 2.                                             | Tydzień 2.                                                   | Tydzień 2.                                                |
| Grupa D Makau                                                  | Grupa E Long Beach                                            | Grupa F Bari                                          | Grupa C2 Ołomuniec                                          | Grupa D2 Włocławek                                     | Grupa C3 Cali                                                | Grupa D3 Chiclayo                                         |
| Chiny (2.) Brazylia (3.) Serbia (6.) Belgia (15.)              | Stany Zjednoczone (1.) Japonia (5.) Turcja (10.) Niemcy (11.) | Rosja (4.) Włochy (8.) Tajlandia (13.) Holandia (14.) | Dominikana (7.) Argentyna (12.) Bułgaria (19.) Czechy (28.) | Portoryko (16.) Kanada (17.) Kenia (18.) Polska (25.)  | Kazachstan (26.) Kolumbia (27.) Meksyk (28.) Australia (41.) | Kuba (20.) Algieria (21.) Chorwacja (21.) Peru (21.)      |
| Tydzień 3.                                                     | Tydzień 3.                                                    | Tydzień 3.                                            | Runda finałowa                                              | Runda finałowa                                         | Runda finałowa                                               | Runda finałowa                                            |
| Grupa G Ankara                                                 | Grupa H Hongkong                                              | Grupa I Kyoto                                         | Dywizja 3. (Tydzień 3.) Ałmaty                              | Dywizja 2. (Tydzień 3.) Warna                          | Dywizja 1 (Tydzień 6.) Bangkok                               | Dywizja 1 (Tydzień 6.) Bangkok                            |
| Brazylia (3.) Włochy (8.) Turcja (10.) Belgia (15.)            | Stany Zjednoczone (1.) Chiny (2.) Niemcy (11.) Holandia (14.) | Rosja (4.) Japonia (5.) Serbia (6.) Tajlandia (13.)   | Kazachstan Peru. Chorwacja Kolumbia                         | Bułgaria Portoryko Dominikana Polska                   | \| \| Tajlandia 1. 2. \| 3. 4. 5. \| \|                      | \| \| Tajlandia 1. 2. \| 3. 4. 5. \| \|                   |
|                                                                | Tajlandia 1. 2.                                               | 3. 4. 5.                                              |                                                             |                                                        |                                                              |                                                           |

## Faza grupowa

### Dywizja I

#### Tabela
| Lp. | Drużyna           | Mecze | Mecze   | Mecze   | Pkt | Sety | Sety | Sety  | Małe punkty | Małe punkty | Małe punkty |
| Lp. | Drużyna           | M     | W (3:2) | P (2:3) | Pkt | wyg. | prz. | ratio | zdob.       | str.        | ratio       |
| --- | ----------------- | ----- | ------- | ------- | --- | ---- | ---- | ----- | ----------- | ----------- | ----------- |
| 1   | Stany Zjednoczone | 9     | 8 (0)   | 1 (0)   | 24  | 25   | 5    | 5.000 | 739         | 603         | 1.226       |
| 2   | Chiny             | 9     | 8 (1)   | 1 (0)   | 23  | 24   | 6    | 4.000 | 701         | 591         | 1.186       |
| 3   | Rosja             | 9     | 8 (2)   | 1 (1)   | 23  | 26   | 10   | 2.600 | 833         | 738         | 1.129       |
| 4   | Brazylia          | 9     | 7 (0)   | 2 (1)   | 22  | 23   | 10   | 2.300 | 779         | 674         | 1.156       |
| 5   | Holandia          | 9     | 5 (0)   | 4 (0)   | 15  | 17   | 14   | 1.214 | 709         | 706         | 1.004       |
| 6   | Serbia            | 9     | 5 (4)   | 4 (1)   | 12  | 18   | 20   | 0.900 | 836         | 854         | 0.979       |
| 7   | Włochy            | 9     | 4 (1)   | 5 (2)   | 13  | 19   | 19   | 1.000 | 840         | 818         | 1.027       |
| 8   | Japonia           | 9     | 3 (0)   | 6 (3)   | 12  | 16   | 19   | 0.842 | 776         | 783         | 0.991       |
| 9   | Turcja            | 9     | 3 (1)   | 6 (1)   | 9   | 13   | 21   | 0.619 | 719         | 773         | 0.930       |
| 10  | Tajlandia         | 9     | 2 (1)   | 7 (0)   | 5   | 7    | 24   | 0.292 | 611         | 744         | 0.821       |
| 11  | Belgia            | 9     | 1 (0)   | 8 (1)   | 4   | 8    | 25   | 0.320 | 668         | 771         | 0.866       |
| 12  | Niemcy            | 9     | 0 (0)   | 9 (0)   | 0   | 4    | 27   | 0.148 | 610         | 766         | 0.796       |

Źródło: http://worldgrandprix.2016.fivb.com/en/competition/pools%20and%20rankings/round1#anchorRK1
Punktacja: 3:0 i 3:1 – 3 pkt; 3:2 – 2 pkt; 2:3 – 1 pkt; 1:3 i 0:3 – 0 pkt
Zasady ustalania kolejności: 1. liczba zwycięstw; 2. liczba punktów; 3. stosunek setów; 4. stosunek małych punktów; 5. bilans w bezpośrednich meczach
     awans do fazy finałowej
     gospodarz fazy finałowej
     spadek do II dywizji

#### Weekend 1.

##### Grupa A1
Ningbo
| Data  | Godz. | Drużyna 1         | Wynik | Drużyna 2         | 1     | 2     | 3     | 4     | 5 | Widzów | * |
| ----- | ----- | ----------------- | ----- | ----------------- | ----- | ----- | ----- | ----- | - | ------ | - |
| 10.06 | 15:00 | Niemcy            | 0:3   | Stany Zjednoczone | 15:25 | 17:25 | 12:25 |       |   | 4000   |   |
| 10.06 | 19:30 | Chiny             | 3:0   | Tajlandia         | 25:14 | 25:14 | 25:11 |       |   | 7000   |   |
|       |       |                   |       |                   |       |       |       |       |   |        |   |
| 11.06 | 15:00 | Stany Zjednoczone | 3:0   | Tajlandia         | 25:21 | 29:27 | 25:23 |       |   | 3200   |   |
| 11.06 | 19:30 | Chiny             | 3:0   | Niemcy            | 25:12 | 25:22 | 25:16 |       |   | 7000   |   |
|       |       |                   |       |                   |       |       |       |       |   |        |   |
| 12.06 | 15:00 | Tajlandia         | 3:1   | Niemcy            | 16:25 | 28:26 | 25:22 | 25:16 |   | 3000   |   |
| 12.06 | 19:30 | Chiny             | 3:1   | Stany Zjednoczone | 25:20 | 25:19 | 15:25 | 25:23 |   | 8000   |   |

##### Grupa B1

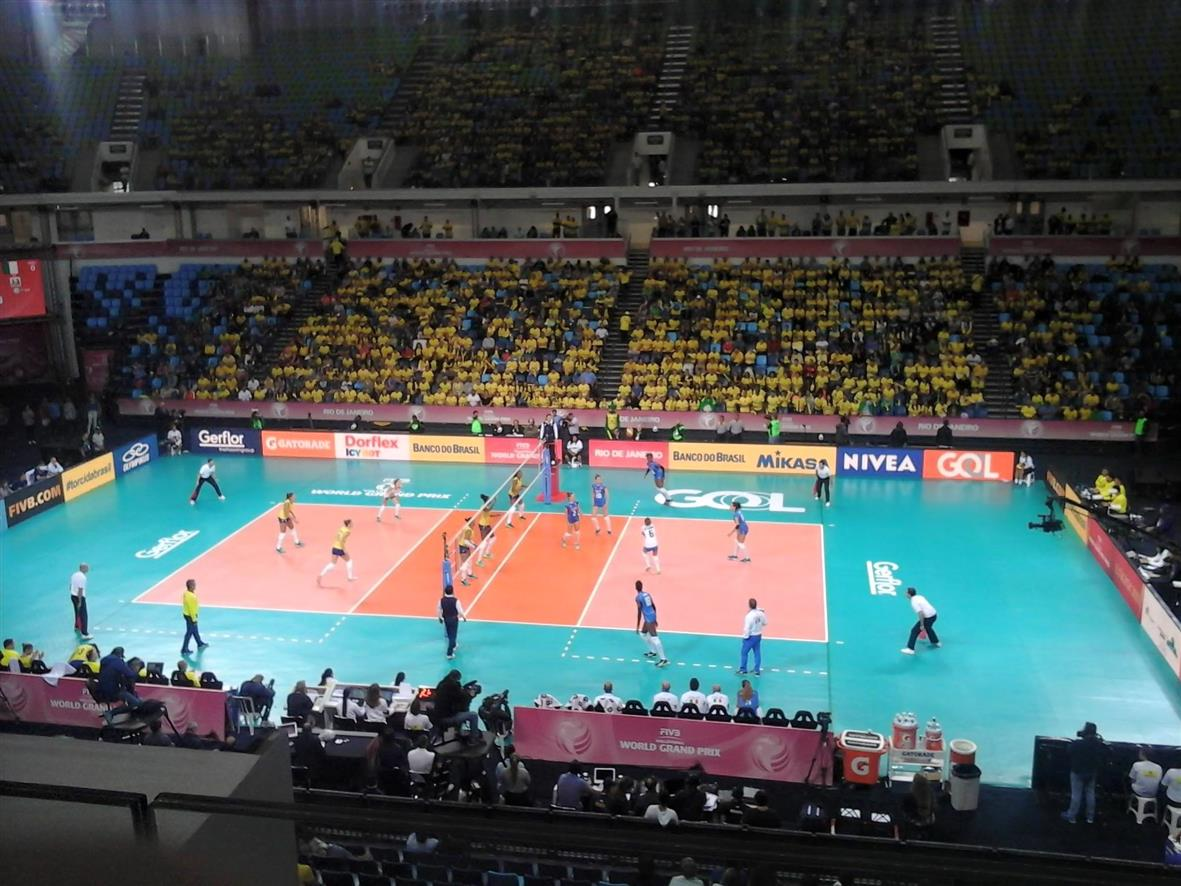
Mecz Brazylia vs. Włochy, Grand Prix 2016

Rio de Janeiro
| Data  | Godz. | Drużyna 1 | Wynik | Drużyna 2 | 1     | 2     | 3     | 4     | 5    | Widzów | * |
| ----- | ----- | --------- | ----- | --------- | ----- | ----- | ----- | ----- | ---- | ------ | - |
| 09.06 | 14:45 | Brazylia  | 3:1   | Włochy    | 23:25 | 25:15 | 25:15 | 27:25 |      | 3221   |   |
| 09.06 | 17:15 | Japonia   | 3:0   | Serbia    | 31:29 | 25:18 | 28:26 |       |      | 1500   |   |
|       |       |           |       |           |       |       |       |       |      |        |   |
| 10.06 | 14:45 | Brazylia  | 3:0   | Japonia   | 25:20 | 25:23 | 25:15 |       |      | 2650   |   |
| 10.06 | 17:15 | Włochy    | 3:1   | Serbia    | 25:16 | 25:19 | 29:31 | 25:17 |      | 1520   |   |
|       |       |           |       |           |       |       |       |       |      |        |   |
| 12.06 | 10:05 | Brazylia  | 3:0   | Serbia    | 25:20 | 25:18 | 25:18 |       |      | 7500   |   |
| 12.06 | 12:30 | Włochy    | 3:2   | Japonia   | 25:20 | 25:20 | 23:25 | 25:27 | 15:8 | 3860   |   |

##### Grupa C1
Królewiec
| Data  | Godz. | Drużyna 1 | Wynik | Drużyna 2 | 1     | 2     | 3     | 4     | 5     | Widzów | * |
| ----- | ----- | --------- | ----- | --------- | ----- | ----- | ----- | ----- | ----- | ------ | - |
| 10.06 | 16:40 | Turcja    | 3:0   | Belgia    | 25:22 | 25:23 | 26:24 |       |       | 884    |   |
| 10.06 | 19:10 | Rosja     | 3:1   | Holandia  | 25:22 | 20:25 | 25:20 | 25:16 |       | 3130   |   |
|       |       |           |       |           |       |       |       |       |       |        |   |
| 11.06 | 16:40 | Turcja    | 0:3   | Holandia  | 25:27 | 21:25 | 22:25 |       |       | 890    |   |
| 11.06 | 19:10 | Rosja     | 3:0   | Belgia    | 25:20 | 25:15 | 25:16 |       |       | 3040   |   |
|       |       |           |       |           |       |       |       |       |       |        |   |
| 12.06 | 16:40 | Holandia  | 3:1   | Belgia    | 25:20 | 25:21 | 18:25 | 25:20 |       | 835    |   |
| 12.06 | 19:10 | Rosja     | 3:2   | Turcja    | 26:24 | 20:25 | 20:25 | 25:20 | 15:10 | 4220   |   |

#### Weekend 2.

##### Grupa D1
Makau
| Data  | Godz. | Drużyna 1 | Wynik | Drużyna 2 | 1     | 2     | 3     | 4     | 5     | Widzów | * |
| ----- | ----- | --------- | ----- | --------- | ----- | ----- | ----- | ----- | ----- | ------ | - |
| 17.06 | 16:00 | Brazylia  | 2:3   | Serbia    | 25:16 | 31:29 | 19:25 | 19:25 | 16:18 | 2010   |   |
| 17.06 | 20:00 | Chiny     | 3:0   | Belgia    | 25:19 | 25:17 | 25:22 |       |       | 3700   |   |
|       |       |           |       |           |       |       |       |       |       |        |   |
| 18.06 | 14:30 | Brazylia  | 3:1   | Belgia    | 23:25 | 25:19 | 25:15 | 25:18 |       | 3600   |   |
| 18.06 | 17:00 | Chiny     | 3:2   | Serbia    | 27:25 | 17:25 | 20:25 | 25:22 | 15:9  | 4000   |   |
|       |       |           |       |           |       |       |       |       |       |        |   |
| 19.06 | 13:00 | Belgia    | 2:3   | Serbia    | 26:24 | 24:26 | 23:25 | 25:23 | 10:15 | 3600   |   |
| 19.06 | 15:30 | Chiny     | 3:0   | Brazylia  | 25:23 | 25:16 | 25:20 |       |       | 4090   |   |

##### Grupa E1
Long Beach
| Data  | Godz. | Drużyna 1         | Wynik | Drużyna 2 | 1     | 2     | 3     | 4     | 5     | Widzów | * |
| ----- | ----- | ----------------- | ----- | --------- | ----- | ----- | ----- | ----- | ----- | ------ | - |
| 17.06 | 17:10 | Turcja            | 3:2   | Japonia   | 21:25 | 25:16 | 23:25 | 25:21 | 15:13 | 3000   |   |
| 17.06 | 19:10 | Stany Zjednoczone | 3:1   | Niemcy    | 25:17 | 24:26 | 25:10 | 25:23 |       | 3250   |   |
|       |       |                   |       |           |       |       |       |       |       |        |   |
| 18.06 | 17:10 | Turcja            | 3:1   | Niemcy    | 25:18 | 16:25 | 25:19 | 25:19 |       | 4850   |   |
| 18.06 | 19:10 | Stany Zjednoczone | 3:0   | Japonia   | 25:16 | 25:23 | 25:21 |       |       | 5000   |   |
|       |       |                   |       |           |       |       |       |       |       |        |   |
| 19.06 | 17:10 | Japonia           | 3:1   | Niemcy    | 25:27 | 26:24 | 25:15 | 25:18 |       | 1900   |   |
| 19.06 | 19:10 | Stany Zjednoczone | 3:0   | Turcja    | 25:21 | 25:20 | 25:16 |       |       | 2650   |   |

##### Grupa F1
Bari
| Data  | Godz. | Drużyna 1 | Wynik | Drużyna 2 | 1     | 2     | 3     | 4     | 5     | Widzów | * |
| ----- | ----- | --------- | ----- | --------- | ----- | ----- | ----- | ----- | ----- | ------ | - |
| 17.06 | 17:30 | Rosja     | 3:0   | Holandia  | 25:17 | 25:23 | 28:26 |       |       | 2800   |   |
|       |       |           |       |           |       |       |       |       |       |        |   |
| 18.06 | 17:30 | Tajlandia | 0:3   | Rosja     | 22:25 | 22:25 | 13:25 |       |       | 3400   |   |
| 18.06 | 20:30 | Holandia  | 3:1   | Włochy    | 19:25 | 25:23 | 25:18 | 25:22 |       | 4300   |   |
|       |       |           |       |           |       |       |       |       |       |        |   |
| 19.06 | 17:30 | Holandia  | 3:0   | Tajlandia | 25:19 | 25:16 | 25:21 |       |       | 3800   |   |
| 19.06 | 20:30 | Rosja     | 3:2   | Włochy    | 19:25 | 25:15 | 25:22 | 22:25 | 15:10 | 4800   |   |
|       |       |           |       |           |       |       |       |       |       |        |   |
| 20.06 | 09:10 | Tajlandia | 3:2   | Włochy    | 25:20 | 23:25 | 25:23 | 19:25 | 15:11 | 1000   |   |

#### Weekend 3.

##### Grupa G1
Ankara
| Data  | Godz. | Drużyna 1 | Wynik | Drużyna 2 | 1     | 2     | 3     | 4     | 5 | Widzów | * |
| ----- | ----- | --------- | ----- | --------- | ----- | ----- | ----- | ----- | - | ------ | - |
| 24.06 | 11:30 | Włochy    | 1:3   | Brazylia  | 26:24 | 22:25 | 13:25 | 22:25 |   | 400    |   |
| 24.06 | 14:30 | Turcja    | 1:3   | Belgia    | 18:25 | 14:25 | 25:19 | 21:25 |   | 1600   |   |
|       |       |           |       |           |       |       |       |       |   |        |   |
| 25.06 | 14:30 | Brazylia  | 3:1   | Belgia    | 13:25 | 25:19 | 25:16 | 25:18 |   | 459    |   |
| 25.06 | 11:30 | Turcja    | 1:3   | Włochy    | 25:21 | 21:25 | 19:25 | 17:25 |   | 3000   |   |
|       |       |           |       |           |       |       |       |       |   |        |   |
| 26.06 | 11:30 | Włochy    | 3:0   | Belgia    | 25:14 | 25:12 | 25:21 |       |   | 350    |   |
| 26.06 | 14:30 | Turcja    | 0:3   | Brazylia  | 14:25 | 21:25 | 19:25 |       |   | 4000   |   |

##### Grupa H1
Hongkong
| Data  | Godz. | Drużyna 1         | Wynik | Drużyna 2         | 1     | 2     | 3     | 4     | 5 | Widzów | * |
| ----- | ----- | ----------------- | ----- | ----------------- | ----- | ----- | ----- | ----- | - | ------ | - |
| 24.06 | 18:00 | Niemcy            | 0:3   | Stany Zjednoczone | 19:25 | 22:25 | 28:30 |       |   | 7253   |   |
| 24.06 | 20:30 | Chiny             | 3:0   | Holandia          | 25:22 | 25:23 | 25:21 |       |   | 10694  |   |
|       |       |                   |       |                   |       |       |       |       |   |        |   |
| 25.06 | 13:15 | Stany Zjednoczone | 3:1   | Holandia          | 25:17 | 19:25 | 25:17 | 25:20 |   | 8057   |   |
| 25.06 | 15:45 | Chiny             | 3:0   | Niemcy            | 25:13 | 25:16 | 25:22 |       |   | 10685  |   |
|       |       |                   |       |                   |       |       |       |       |   |        |   |
| 26.06 | 13:15 | Holandia          | 3:0   | Niemcy            | 26:24 | 25:20 | 25:22 |       |   | 8917   |   |
| 26.06 | 15:45 | Chiny             | 0:3   | Stany Zjednoczone | 19:25 | 21:25 | 17:25 |       |   | 10714  |   |

##### Grupa I1
Kyoto
| Data  | Godz. | Drużyna 1 | Wynik | Drużyna 2 | 1     | 2     | 3     | 4     | 5     | Widzów | * |
| ----- | ----- | --------- | ----- | --------- | ----- | ----- | ----- | ----- | ----- | ------ | - |
| 24.06 | 16:10 | Serbia    | 3:2   | Rosja     | 23:25 | 25:27 | 25:21 | 25:20 | 15:12 | 2850   |   |
| 24.06 | 19:10 | Japonia   | 3:0   | Tajlandia | 25:20 | 25:19 | 25:15 |       |       | 5300   |   |
|       |       |           |       |           |       |       |       |       |       |        |   |
| 25.06 | 16:10 | Tajlandia | 1:3   | Rosja     | 16:25 | 22:25 | 25:22 | 12:25 |       | 4900   |   |
| 25.06 | 19:10 | Japonia   | 2:3   | Serbia    | 23:25 | 25:20 | 25:17 | 25:27 | 8:15  | 6500   |   |
|       |       |           |       |           |       |       |       |       |       |        |   |
| 26.06 | 16:10 | Serbia    | 3:0   | Tajlandia | 25:18 | 25:20 | 25:20 |       |       | 4600   |   |
| 26.06 | 19:10 | Japonia   | 1:3   | Rosja     | 25:20 | 23:25 | 24:26 | 20:25 |       | 6500   |   |

### Dywizja II

#### Tabela
| Lp. | Drużyna    | Mecze | Mecze   | Mecze   | Pkt | Sety | Sety | Sety  | Małe punkty | Małe punkty | Małe punkty |
| Lp. | Drużyna    | M     | W (3:2) | P (2:3) | Pkt | wyg. | prz. | ratio | zdob.       | str.        | ratio       |
| --- | ---------- | ----- | ------- | ------- | --- | ---- | ---- | ----- | ----------- | ----------- | ----------- |
| 1   | Portoryko  | 6     | 6 (1)   | 0 (0)   | 17  | 18   | 4    | 4.500 | 524         | 451         | 1.162       |
| 2   | Dominikana | 6     | 5 (2)   | 1 (1)   | 14  | 17   | 7    | 2.429 | 540         | 489         | 1.104       |
| 3   | Bułgaria   | 6     | 5 (2)   | 1 (0)   | 13  | 15   | 9    | 1.667 | 554         | 494         | 1.121       |
| 4   | Polska     | 6     | 4 (1)   | 2 (1)   | 12  | 14   | 10   | 1.400 | 565         | 484         | 1.167       |
| 5   | Argentyna  | 6     | 2 (0)   | 4 (2)   | 8   | 12   | 12   | 1.000 | 523         | 546         | 0.958       |
| 6   | Czechy     | 6     | 2 (0)   | 4 (1)   | 7   | 11   | 12   | 0.917 | 502         | 511         | 0.982       |
| 7   | Kanada     | 6     | 0 (0)   | 6 (1)   | 1   | 3    | 18   | 0.167 | 414         | 516         | 0.802       |
| 8   | Kenia      | 6     | 0 (0)   | 6 (0)   | 0   | 0    | 18   | 0.000 | 319         | 451         | 0.707       |

Źródło: http://worldgrandprix.2016.fivb.com/en/competition/pools%20and%20rankings/round1#anchorRK2
Punktacja: 3:0 i 3:1 – 3 pkt; 3:2 – 2 pkt; 2:3 – 1 pkt; 1:3 i 0:3 – 0 pkt
Zasady ustalania kolejności: 1. liczba zwycięstw; 2. liczba punktów; 3. stosunek setów; 4. stosunek małych punktów; 5. bilans w bezpośrednich meczach
     awans do baraży
     gospodarz baraży
     spadek do III dywizji

#### Weekend 1.

##### Grupa A2
Tucumán
| Data  | Godz. | Drużyna 1  | Wynik | Drużyna 2  | 1     | 2     | 3     | 4     | 5     | Widzów | * |
| ----- | ----- | ---------- | ----- | ---------- | ----- | ----- | ----- | ----- | ----- | ------ | - |
| 03.06 | 18:10 | Dominikana | 2:3   | Bułgaria   | 25:23 | 20:25 | 18:25 | 25:17 | 9:15  | 780    |   |
| 03.06 | 21:10 | Argentyna  | 3:0   | Kenia      | 25:22 | 25:21 | 25:13 |       |       | 1800   |   |
|       |       |            |       |            |       |       |       |       |       |        |   |
| 04.06 | 18:10 | Kenia      | 0:3   | Bułgaria   | 17:25 | 17:25 | 9:25  |       |       | 1150   |   |
| 04.06 | 21:10 | Argentyna  | 2:3   | Dominikana | 25:22 | 16:25 | 15:25 | 25:23 | 14:16 | 2100   |   |
|       |       |            |       |            |       |       |       |       |       |        |   |
| 05.06 | 18:10 | Dominikana | 3:0   | Kenia      | 25:21 | 25:21 | 25:20 |       |       | 1350   |   |
| 05.06 | 21:10 | Argentyna  | 1:3   | Bułgaria   | 25:27 | 17:25 | 27:25 | 19:25 |       | 2250   |   |

##### Grupa B2
Zielona Góra
| Data  | Godz. | Drużyna 1 | Wynik | Drużyna 2 | 1     | 2     | 3     | 4     | 5     | Widzów | * |
| ----- | ----- | --------- | ----- | --------- | ----- | ----- | ----- | ----- | ----- | ------ | - |
| 03.06 | 17:10 | Czechy    | 1:3   | Portoryko | 25:21 | 20:25 | 21:25 | 19:25 |       | 500    |   |
| 03.06 | 20:10 | Polska    | 3:1   | Kanada    | 25:19 | 28:30 | 25:15 | 25:20 |       | 1200   |   |
|       |       |           |       |           |       |       |       |       |       |        |   |
| 04.06 | 17:10 | Portoryko | 3:0   | Kanada    | 25:18 | 25:11 | 25:16 |       |       | 500    |   |
| 04.06 | 20:10 | Polska    | 3:1   | Czechy    | 25:15 | 23:25 | 25:20 | 25:23 |       | 1400   |   |
|       |       |           |       |           |       |       |       |       |       |        |   |
| 05.06 | 17:10 | Czechy    | 3:0   | Kanada    | 25:13 | 25:18 | 25:23 |       |       | 500    |   |
| 05.06 | 20:10 | Polska    | 2:3   | Portoryko | 25:18 | 23:25 | 25:15 | 26:28 | 13:15 | 1200   |   |

#### Weekend 2.

##### Grupa C2
Ołomuniec
| Data  | Godz. | Drużyna 1  | Wynik | Drużyna 2  | 1     | 2     | 3     | 4     | 5     | Widzów | * |
| ----- | ----- | ---------- | ----- | ---------- | ----- | ----- | ----- | ----- | ----- | ------ | - |
| 10.06 | 15:10 | Bułgaria   | 0:3   | Dominikana | 16:25 | 24:26 | 23:25 |       |       | 200    |   |
| 10.06 | 18:10 | Czechy     | 3:0   | Kanada     | 25:19 | 25:21 | 25:21 |       |       | 1000   |   |
|       |       |            |       |            |       |       |       |       |       |        |   |
| 11.06 | 15:10 | Dominikana | 3:0   | Kanada     | 25:16 | 27:25 | 25:21 |       |       | 200    |   |
| 11.06 | 18:10 | Bułgaria   | 3:1   | Czechy     | 25:22 | 25:16 | 23:25 | 25:19 |       | 1900   |   |
|       |       |            |       |            |       |       |       |       |       |        |   |
| 12.06 | 15:10 | Kanada     | 2:3   | Bułgaria   | 22:25 | 25:22 | 25:21 | 26:28 | 10:15 | 150    |   |
| 12.06 | 18:10 | Czechy     | 2:3   | Dominikana | 22:25 | 25:15 | 21:25 | 26:24 | 8:15  | 900    |   |

##### Grupa D2
Włocławek
| Data  | Godz. | Drużyna 1 | Wynik | Drużyna 2 | 1     | 2     | 3     | 4     | 5     | Widzów | * |
| ----- | ----- | --------- | ----- | --------- | ----- | ----- | ----- | ----- | ----- | ------ | - |
| 10.06 | 17:10 | Kenia     | 0:3   | Portoryko | 11:25 | 20:25 | 22:25 |       |       | 300    |   |
| 10.06 | 20:10 | Polska    | 3:2   | Argentyna | 25:23 | 24:26 | 25:15 | 23:25 | 15:10 | 1300   |   |
|       |       |           |       |           |       |       |       |       |       |        |   |
| 11.06 | 17:10 | Portoryko | 3:1   | Argentyna | 30:28 | 22:25 | 25:16 | 25:22 |       | 400    |   |
| 11.06 | 20:10 | Polska    | 3:0   | Kenia     | 25:18 | 25:10 | 25:14 |       |       | 1400   |   |
|       |       |           |       |           |       |       |       |       |       |        |   |
| 12.06 | 17:10 | Polska    | 0:3   | Portoryko | 21:25 | 21:25 | 23:25 |       |       | 1600   |   |
| 12.06 | 20:10 | Argentyna | 3:0   | Kenia     | 26:24 | 25:22 | 25:17 |       |       | 300    |   |

##### Baraże o I dywizję
Final Four
 Warna
|  |            |            |           |                   |   |            |            |       |
|  | Półfinały  | Półfinały  | Półfinały |                   |   | Finał      | Finał      | Finał |
|  | Półfinały  | Półfinały  | Półfinały |                   |   | Finał      | Finał      | Finał |
|  | 18.06      |            |           |                   |   |            |            |       |
|  |            |            |           |                   |   |            |            |       |
|  | Portoryko  | Portoryko  | 1         |                   |   |            |            |       |
|  | Portoryko  | Portoryko  | 1         | 19.06             |   |            |            |       |
|  | Dominikana | Dominikana | 3         |                   |   |            |            |       |
|  | Dominikana | Dominikana | 3         |                   |   | Dominikana | Dominikana | 3     |
|  | 18.06      |            |           |                   |   | Dominikana | Dominikana | 3     |
|  |            |            | Polska    | Polska            | 2 |            |            |       |
|  | Bułgaria   | Bułgaria   | Polska    | Polska            | 2 | 1          |            |       |
|  | Bułgaria   | Bułgaria   |           |                   |   |            |            |       |
|  | Polska     | Polska     | 3         |                   |   |            |            |       |
|  | Polska     | Polska     | 3         | Mecz o 3. miejsce |   |            |            |       |
|  |            |            |           |                   |   |            |            |       |
|  | 19.06      |            |           |                   |   |            |            |       |
|  |            |            |           |                   |   |            |            |       |
|  | Portoryko  | Portoryko  | 3         |                   |   |            |            |       |
|  | Portoryko  | Portoryko  | 3         |                   |   |            |            |       |
|  | Bułgaria   | Bułgaria   | 1         |                   |   |            |            |       |
|  | Bułgaria   | Bułgaria   | 1         |                   |   |            |            |       |

Półfinały
| Data  | Godz. | Drużyna 1 | Wynik | Drużyna 2  | 1     | 2     | 3     | 4     | 5 | Widzów | * |
| ----- | ----- | --------- | ----- | ---------- | ----- | ----- | ----- | ----- | - | ------ | - |
| 18.06 | 15:10 | Portoryko | 1:3   | Dominikana | 25:21 | 22:25 | 27:29 | 14:25 |   | 150    |   |
| 18.06 | 18:10 | Bułgaria  | 1:3   | Polska     | 25:23 | 21:25 | 15:25 | 21:25 |   | 500    |   |

Mecz o 3. miejsce
| Data  | Godz. | Drużyna 1 | Wynik | Drużyna 2 | 1     | 2     | 3     | 4     | 5 | Widzów | * |
| ----- | ----- | --------- | ----- | --------- | ----- | ----- | ----- | ----- | - | ------ | - |
| 19.06 | 15:10 | Portoryko | 3:1   | Bułgaria  | 23:25 | 25:22 | 25:21 | 25:23 |   | 400    |   |

Finał
| Data  | Godz. | Drużyna 1  | Wynik | Drużyna 2 | 1     | 2     | 3     | 4     | 5     | Widzów | * |
| ----- | ----- | ---------- | ----- | --------- | ----- | ----- | ----- | ----- | ----- | ------ | - |
| 19.06 | 18:10 | Dominikana | 3:2   | Polska    | 21:25 | 23:25 | 25:18 | 25:20 | 15:11 | 300    |   |

### Dywizja III

#### Tabela
| Lp. | Drużyna    | Mecze | Mecze   | Mecze   | Pkt | Sety | Sety | Sety  | Małe punkty | Małe punkty | Małe punkty |
| Lp. | Drużyna    | M     | W (3:2) | P (2:3) | Pkt | wyg. | prz. | ratio | zdob.       | str.        | ratio       |
| --- | ---------- | ----- | ------- | ------- | --- | ---- | ---- | ----- | ----------- | ----------- | ----------- |
| 1   | Peru       | 6     | 6 (1)   | 0 (0)   | 17  | 18   | 4    | 4.500 | 521         | 367         | 1.420       |
| 2   | Chorwacja  | 6     | 5 (0)   | 1 (0)   | 15  | 16   | 4    | 4.000 | 477         | 367         | 1.300       |
| 3   | Kolumbia   | 6     | 4 (0)   | 2 (0)   | 12  | 13   | 7    | 1.857 | 464         | 390         | 1.190       |
| 4   | Kazachstan | 6     | 4 (0)   | 2 (0)   | 12  | 14   | 8    | 1.750 | 510         | 439         | 1.162       |
| 5   | Kuba       | 6     | 3 (0)   | 3 (1)   | 10  | 12   | 11   | 1.091 | 475         | 504         | 0.942       |
| 6   | Meksyk     | 6     | 2 (0)   | 4 (0)   | 6   | 8    | 13   | 0.615 | 435         | 504         | 0.863       |
| 7   | Australia  | 6     | 0 (0)   | 6 (0)   | 0   | 2    | 18   | 0.111 | 379         | 495         | 0.766       |
| 8   | Algieria   | 6     | 0 (0)   | 6 (0)   | 0   | 0    | 18   | 0.000 | 255         | 450         | 0.567       |

Źródło: http://worldgrandprix.2016.fivb.com/en/competition/pools%20and%20rankings/round1#anchorRK3
Punktacja: 3:0 i 3:1 – 3 pkt; 3:2 – 2 pkt; 2:3 – 1 pkt; 1:3 i 0:3 – 0 pkt
Zasady ustalania kolejności: 1. liczba zwycięstw; 2. liczba punktów; 3. stosunek setów; 4. stosunek małych punktów; 5. bilans w bezpośrednich meczach
     awans do baraży
     gospodarz baraży

#### Weekend 1.

##### Grupa A3
Salle OMS Belkhdar Tahar, Algier, Algieria
| Data  | Godz. | Drużyna 1  | Wynik | Drużyna 2  | 1     | 2     | 3     | 4     | 5 | Widzów | * |
| ----- | ----- | ---------- | ----- | ---------- | ----- | ----- | ----- | ----- | - | ------ | - |
| 03.06 | 15:00 | Kazachstan | 1:3   | Peru       | 21:25 | 25:21 | 24:26 | 16:25 |   | 250    |   |
| 03.06 | 17:00 | Algieria   | 0:3   | Meksyk     | 23:25 | 20:25 | 15:25 |       |   | 250    |   |
|       |       |            |       |            |       |       |       |       |   |        |   |
| 04.06 | 15:00 | Peru       | 3:0   | Meksyk     | 25:16 | 25:16 | 25:13 |       |   | 250    |   |
| 04.06 | 17:00 | Algieria   | 0:3   | Kazachstan | 17:25 | 13:25 | 5:25  |       |   | 370    |   |
|       |       |            |       |            |       |       |       |       |   |        |   |
| 05.06 | 15:00 | Kazachstan | 3:1   | Meksyk     | 25:16 | 25:20 | 21:25 | 25:23 |   | 300    |   |
| 05.06 | 17:00 | Algieria   | 0:3   | Peru       | 12:25 | 13:25 | 12:25 |       |   | 370    |   |

##### Grupa B3
Bendigo Stadium, Bendigo, Australia
| Data  | Godz. | Drużyna 1 | Wynik | Drużyna 2 | 1     | 2     | 3     | 4     | 5 | Widzów | * |
| ----- | ----- | --------- | ----- | --------- | ----- | ----- | ----- | ----- | - | ------ | - |
| 03.06 | 09:40 | Chorwacja | 3:1   | Kuba      | 25:17 | 21:25 | 25:17 | 25:18 |   | 1000   |   |
| 03.06 | 12:40 | Australia | 0:3   | Kolumbia  | 17:25 | 13:25 | 13:25 |       |   | 1700   |   |
|       |       |           |       |           |       |       |       |       |   |        |   |
| 04.06 | 08:10 | Kolumbia  | 0:3   | Chorwacja | 20:25 | 22:25 | 17:25 |       |   | 1000   |   |
| 04.06 | 11:10 | Australia | 1:3   | Kuba      | 22:25 | 25:27 | 25:18 | 25:27 |   | 2150   |   |
|       |       |           |       |           |       |       |       |       |   |        |   |
| 05.06 | 05:10 | Kuba      | 3:1   | Kolumbia  | 21:25 | 25:20 | 25:17 | 25:21 |   | 800    |   |
| 05.06 | 08:10 | Australia | 0:3   | Chorwacja | 19:25 | 17:25 | 12:25 |       |   | 1600   |   |

#### Weekend 2.

##### Grupa C3
Coliseo Evangelista Mora, Cali, Kolumbia
| Data  | Godz. | Drużyna 1  | Wynik | Drużyna 2  | 1     | 2     | 3     | 4     | 5 | Widzów | * |
| ----- | ----- | ---------- | ----- | ---------- | ----- | ----- | ----- | ----- | - | ------ | - |
| 11.06 | 00:00 | Kazachstan | 3:0   | Australia  | 25:14 | 25:6  | 25:20 |       |   | 1000   |   |
| 11.06 | 02:30 | Kolumbia   | 3:0   | Meksyk     | 25:19 | 25:10 | 25:18 |       |   | 2500   |   |
|       |       |            |       |            |       |       |       |       |   |        |   |
| 11.06 | 23:00 | Meksyk     | 1:3   | Kazachstan | 20:25 | 18:25 | 28:26 | 20:25 |   | 1000   |   |
| 12.06 | 01:30 | Kolumbia   | 3:0   | Australia  | 25:17 | 25:20 | 25:15 |       |   | 2500   |   |
|       |       |            |       |            |       |       |       |       |   |        |   |
| 12.06 | 23:00 | Meksyk     | 3:1   | Australia  | 18:25 | 26:24 | 29:27 | 25:23 |   | 2000   |   |
| 13.06 | 01:30 | Kolumbia   | 3:1   | Kazachstan | 25:21 | 22:25 | 25:19 | 25:12 |   | 3000   |   |

##### Grupa D3
Coliseo Cerrado de Chiclayo, Chiclayo, Peru
| Data  | Godz. | Drużyna 1 | Wynik | Drużyna 2 | 1     | 2     | 3     | 4     | 5    | Widzów | * |
| ----- | ----- | --------- | ----- | --------- | ----- | ----- | ----- | ----- | ---- | ------ | - |
| 10.06 | 23:35 | Chorwacja | 3:0   | Kuba      | 25:13 | 25:15 | 25:13 |       |      | 2000   |   |
| 11.06 | 02:05 | Peru      | 3:0   | Algieria  | 25:9  | 25:9  | 25:11 |       |      | 5500   |   |
|       |       |           |       |           |       |       |       |       |      |        |   |
| 11.06 | 22:35 | Algieria  | 0:3   | Chorwacja | 19:25 | 17:25 | 15:25 |       |      | 5000   |   |
| 12.06 | 01:05 | Peru      | 3:2   | Kuba      | 25:14 | 23:25 | 20:25 | 25:19 | 15:6 | 7500   |   |
|       |       |           |       |           |       |       |       |       |      |        |   |
| 12.06 | 23:35 | Kuba      | 3:0   | Algieria  | 25:13 | 25:12 | 25:20 |       |      | 5500   |   |
| 13.06 | 02:05 | Peru      | 3:1   | Chorwacja | 16:25 | 25:21 | 25:13 | 25:22 |      | 7500   |   |

##### Baraże o II dywizję
Baluan Sholak Sports Palace, Ałmaty, Kazachstan – Final Four
|  |            |            |            |                   |   |           |           |       |
|  | Półfinały  | Półfinały  | Półfinały  |                   |   | Finał     | Finał     | Finał |
|  | Półfinały  | Półfinały  | Półfinały  |                   |   | Finał     | Finał     | Finał |
|  | 18.06      |            |            |                   |   |           |           |       |
|  |            |            |            |                   |   |           |           |       |
|  | Peru       | Peru       | 1          |                   |   |           |           |       |
|  | Peru       | Peru       | 1          | 19.06             |   |           |           |       |
|  | Chorwacja  | Chorwacja  | 3          |                   |   |           |           |       |
|  | Chorwacja  | Chorwacja  | 3          |                   |   | Chorwacja | Chorwacja | 3     |
|  | 18.06      |            |            |                   |   | Chorwacja | Chorwacja | 3     |
|  |            |            | Kazachstan | Kazachstan        | 0 |           |           |       |
|  | Kazachstan | Kazachstan | Kazachstan | Kazachstan        | 0 | 3         |           |       |
|  | Kazachstan | Kazachstan |            |                   |   |           |           |       |
|  | Kolumbia   | Kolumbia   | 2          |                   |   |           |           |       |
|  | Kolumbia   | Kolumbia   | 2          | Mecz o 3. miejsce |   |           |           |       |
|  |            |            |            |                   |   |           |           |       |
|  | 19.06      |            |            |                   |   |           |           |       |
|  |            |            |            |                   |   |           |           |       |
|  | Peru       | Peru       | 3          |                   |   |           |           |       |
|  | Peru       | Peru       | 3          |                   |   |           |           |       |
|  | Kolumbia   | Kolumbia   | 2          |                   |   |           |           |       |
|  | Kolumbia   | Kolumbia   | 2          |                   |   |           |           |       |

Półfinały
| Data  | Godz. | Drużyna 1  | Wynik | Drużyna 2 | 1     | 2     | 3     | 4     | 5    | Widzów | * |
| ----- | ----- | ---------- | ----- | --------- | ----- | ----- | ----- | ----- | ---- | ------ | - |
| 18.06 | 12:10 | Peru       | 1:3   | Chorwacja | 14:25 | 27:29 | 25:20 | 7:25  |      | 1567   |   |
| 18.06 | 15:10 | Kazachstan | 3:2   | Kolumbia  | 25:20 | 25:20 | 21:25 | 18:25 | 15:9 | 2010   |   |

Mecz o 3. miejsce
| Data  | Godz. | Drużyna 1 | Wynik | Drużyna 2 | 1     | 2     | 3     | 4     | 5    | Widzów | * |
| ----- | ----- | --------- | ----- | --------- | ----- | ----- | ----- | ----- | ---- | ------ | - |
| 19.06 | 12:10 | Peru      | 3:2   | Kolumbia  | 25:17 | 21:25 | 25:22 | 23:25 | 15:6 | 1112   |   |

Finał
| Data  | Godz. | Drużyna 1 | Wynik | Drużyna 2  | 1     | 2     | 3     | 4 | 5 | Widzów | * |
| ----- | ----- | --------- | ----- | ---------- | ----- | ----- | ----- | - | - | ------ | - |
| 19.06 | 15:10 | Chorwacja | 3:0   | Kazachstan | 25:19 | 29:27 | 25:16 |   |   | 3031   |   |

### Faza finałowa
Bangkok

#### Grupa J1

##### Tabela
| Lp. | Drużyna           | Mecze | Mecze   | Mecze   | Pkt | Sety | Sety | Sety  | Małe punkty | Małe punkty | Małe punkty |
| Lp. | Drużyna           | M     | W (3:2) | P (2:3) | Pkt | wyg. | prz. | ratio | zdob.       | str.        | ratio       |
| --- | ----------------- | ----- | ------- | ------- | --- | ---- | ---- | ----- | ----------- | ----------- | ----------- |
| 1   | Stany Zjednoczone | 2     | 2 (0)   | 0 (0)   | 6   | 6    | 0    | MAX   | 151         | 128         | 1.180       |
| 2   | Holandia          | 2     | 1 (1)   | 1 (0)   | 2   | 3    | 5    | 0.600 | 168         | 167         | 1.006       |
| 3   | Chiny             | 2     | 0 (0)   | 2 (1)   | 1   | 2    | 6    | 0.333 | 159         | 183         | 0.869       |

Źródło: http://worldgrandprix.2016.fivb.com/en/competition/resultsandrankings/group1#anchorJ1
Punktacja: 3:0 i 3:1 – 3 pkt; 3:2 – 2 pkt; 2:3 – 1 pkt; 1:3 i 0:3 – 0 pkt
Zasady ustalania kolejności: 1. liczba zwycięstw; 2. liczba punktów; 3. stosunek setów; 4. stosunek małych punktów; 5. bilans w bezpośrednich meczach
     awans do półfinału

##### Wyniki
| Data | Godz. | Drużyna 1         | Wynik | Drużyna 2 | 1     | 2     | 3     | 4     | 5    | Widzów | * |
| ---- | ----- | ----------------- | ----- | --------- | ----- | ----- | ----- | ----- | ---- | ------ | - |
| 6.07 | 15:00 | Stany Zjednoczone | 3:0   | Holandia  | 25:21 | 25:17 | 25:23 |       |      | 4700   |   |
| 7.07 | 15:00 | Chiny             | 2:3   | Holandia  | 25:23 | 14:25 | 25:19 | 20:25 | 8:15 | 4200   |   |
| 8.07 | 15:00 | Stany Zjednoczone | 3:0   | Chiny     | 25:21 | 26:24 | 25:22 |       |      | 4100   |   |

#### Grupa K1

##### Tabela
| Lp. | Drużyna   | Mecze | Mecze   | Mecze   | Pkt | Sety | Sety | Sety  | Małe punkty | Małe punkty | Małe punkty |
| Lp. | Drużyna   | M     | W (3:2) | P (2:3) | Pkt | wyg. | prz. | ratio | zdob.       | str.        | ratio       |
| --- | --------- | ----- | ------- | ------- | --- | ---- | ---- | ----- | ----------- | ----------- | ----------- |
| 1   | Brazylia  | 2     | 2 (0)   | 0 (0)   | 6   | 6    | 0    | MAX   | 151         | 104         | 1.452       |
| 2   | Rosja     | 2     | 1 (0)   | 1 (0)   | 3   | 3    | 3    | 1.000 | 131         | 143         | 0.916       |
| 3   | Tajlandia | 2     | 0 (0)   | 2 (0)   | 0   | 0    | 6    | 0.000 | 119         | 154         | 0.773       |

Źródło: http://worldgrandprix.2016.fivb.com/en/competition/resultsandrankings/group1#anchorK1
Punktacja: 3:0 i 3:1 – 3 pkt; 3:2 – 2 pkt; 2:3 – 1 pkt; 1:3 i 0:3 – 0 pkt
Zasady ustalania kolejności: 1. liczba zwycięstw; 2. liczba punktów; 3. stosunek setów; 4. stosunek małych punktów; 5. bilans w bezpośrednich meczach
     awans do półfinału

##### Wyniki
| Data | Godz. | Drużyna 1 | Wynik | Drużyna 2 | 1     | 2     | 3     | 4 | 5 | Widzów | * |
| ---- | ----- | --------- | ----- | --------- | ----- | ----- | ----- | - | - | ------ | - |
| 6.07 | 18:00 | Tajlandia | 0:3   | Brazylia  | 24:26 | 16:25 | 11:25 |   |   | 7800   |   |
| 7.07 | 18:00 | Rosja     | 0:3   | Brazylia  | 22:25 | 10:25 | 21:25 |   |   | 4800   |   |
| 8.07 | 18:00 | Tajlandia | 0:3   | Rosja     | 25:27 | 24:26 | 19:25 |   |   | 9200   |   |

Final Four
|  |                   |                   |                   |                   |   |          |          |       |
|  | Półfinały         | Półfinały         | Półfinały         |                   |   | Finał    | Finał    | Finał |
|  | Półfinały         | Półfinały         | Półfinały         |                   |   | Finał    | Finał    | Finał |
|  | 9 lipca           |                   |                   |                   |   |          |          |       |
|  |                   |                   |                   |                   |   |          |          |       |
|  | Brazylia          | Brazylia          | 3                 |                   |   |          |          |       |
|  | Brazylia          | Brazylia          | 3                 | 10 lipca          |   |          |          |       |
|  | Holandia          | Holandia          | 0                 |                   |   |          |          |       |
|  | Holandia          | Holandia          | 0                 |                   |   | Brazylia | Brazylia | 3     |
|  | 9 lipca           |                   |                   |                   |   | Brazylia | Brazylia | 3     |
|  |                   |                   | Stany Zjednoczone | Stany Zjednoczone | 2 |          |          |       |
|  | Stany Zjednoczone | Stany Zjednoczone | Stany Zjednoczone | Stany Zjednoczone | 2 | 3        |          |       |
|  | Stany Zjednoczone | Stany Zjednoczone |                   |                   |   |          |          |       |
|  | Rosja             | Rosja             | 0                 |                   |   |          |          |       |
|  | Rosja             | Rosja             | 0                 | Mecz o 3. miejsce |   |          |          |       |
|  |                   |                   |                   |                   |   |          |          |       |
|  | 10 lipca          |                   |                   |                   |   |          |          |       |
|  |                   |                   |                   |                   |   |          |          |       |
|  | Holandia          | Holandia          | 3                 |                   |   |          |          |       |
|  | Holandia          | Holandia          | 3                 |                   |   |          |          |       |
|  | Rosja             | Rosja             | 2                 |                   |   |          |          |       |
|  | Rosja             | Rosja             | 2                 |                   |   |          |          |       |

Półfinały
| Data | Godz. | Drużyna 1         | Wynik | Drużyna 2 | 1     | 2     | 3     | 4 | 5 | Widzów | * |
| ---- | ----- | ----------------- | ----- | --------- | ----- | ----- | ----- | - | - | ------ | - |
| 9.07 | 15:00 | Brazylia          | 3:0   | Holandia  | 25:18 | 25:16 | 25:23 |   |   | 4400   |   |
| 9.07 | 18:00 | Stany Zjednoczone | 3:0   | Rosja     | 25:20 | 25:23 | 25:14 |   |   | 7000   |   |

Mecz o 5. miejsce
| Data  | Godz. | Drużyna 1 | Wynik | Drużyna 2 | 1     | 2     | 3     | 4 | 5 | Widzów | * |
| ----- | ----- | --------- | ----- | --------- | ----- | ----- | ----- | - | - | ------ | - |
| 10.07 | 12:00 | Tajlandia | 0:3   | Chiny     | 23:25 | 23:25 | 12:25 |   |   | 7800   |   |

Mecz o 3. miejsce
| Data  | Godz. | Drużyna 1 | Wynik | Drużyna 2 | 1     | 2     | 3     | 4     | 5    | Widzów | * |
| ----- | ----- | --------- | ----- | --------- | ----- | ----- | ----- | ----- | ---- | ------ | - |
| 10.07 | 15:00 | Holandia  | 3:2   | Rosja     | 18:25 | 23:25 | 30:28 | 25:21 | 15:9 | 6500   |   |

Finał
| Data  | Godz. | Drużyna 1 | Wynik | Drużyna 2         | 1     | 2     | 3     | 4     | 5    | Widzów | * |
| ----- | ----- | --------- | ----- | ----------------- | ----- | ----- | ----- | ----- | ---- | ------ | - |
| 10.07 | 18:00 | Brazylia  | 3:2   | Stany Zjednoczone | 18:25 | 25:17 | 25:23 | 22:25 | 15:9 | 7300   |   |

## Nagrody indywidualne
| MVP             | Najlepsze skrzydłowe  | Najlepsze środkowe   | Najlepsza atakująca | Najlepsza rozgrywająca | Najlepsza libero |
| --------------- | --------------------- | -------------------- | ------------------- | ---------------------- | ---------------- |
| Natália Pereira | Sheilla Kimberly Hill | Rachael Adams Thaísa | Lonneke Slöetjes    | Nootsara Tomkom        | Lin Li           |

## Klasyfikacja końcowa
| Miejsce | Reprezentacja     | Dywizja w 2017        |
| ------- | ----------------- | --------------------- |
| złoto   | Brazylia          | I dywizja             |
| srebro  | Stany Zjednoczone | I dywizja             |
| brąz    | Holandia          | I dywizja             |
| 4.      | Rosja             | I dywizja             |
| 5.      | Chiny             | I dywizja             |
| 6.      | Tajlandia         | I dywizja             |
| 7.      | Serbia            | I dywizja             |
| 8.      | Włochy            | I dywizja             |
| 9.      | Japonia           | I dywizja             |
| 10.     | Turcja            | I dywizja             |
| 11.     | Belgia            | I dywizja             |
| 12.     | Niemcy            | spadek do II dywizji  |
| 13.     | Dominikana        | awans do I dywizji    |
| 14.     | Polska            | II dywizja            |
| 15.     | Portoryko         | II dywizja            |
| 16.     | Bułgaria          | II dywizja            |
| 17.     | Argentyna         | II dywizja            |
| 18.     | Czechy            | II dywizja            |
| 19.     | Kanada            | II dywizja            |
| 20.     | Kenia             | spadek do III dywizji |
| 21.     | Chorwacja         | awans do II dywizji   |
| 22.     | Kazachstan        | III dywizja           |
| 23.     | Peru              | III dywizja           |
| 24.     | Kolumbia          | III dywizja           |
| 25.     | Kuba              | III dywizja           |
| 26.     | Meksyk            | III dywizja           |
| 27.     | Australia         | III dywizja           |
| 28.     | Algieria          | III dywizja           |